# Luc Beyer de Ryke
Pour les articles homonymes, voir Beyer.
Luc Charles Henri Beyer de Ryke, plus connu comme Luc Beyer, né le 9 septembre 1933 à Gand et mort le 18 janvier 2018 à Paris, est un journaliste et homme politique belge.

## Biographie
Après des études en sciences politiques et diplomatiques et en journalisme à l'université libre de Bruxelles, Luc Beyer a présenté le journal télévisé de la Radio Télévision belge pendant 18 ans (1961-1979).
Il fut également conseiller communal à Gand, conseiller provincial de Flandre-Orientale et de nouveau conseiller communal à Uccle. De 1979 et 1989, il a été député européen libéral.
Luc Beyer est un francophone bilingue de Flandre, péjorativement qualifié par les flamingants de fransquillon, minorité à laquelle il a consacré un de ses livres : Les Lys de Flandre,.
Il a été président de l'Académie du gaullisme à partir de 2008, succédant à Jacques Dauer après la mort de celui-ci.
En outre, comme chroniqueur, il réalise une série d'articles consacrés aux États-Unis, illustrés par Georges Beuville, René Follet ou Arthur Piroton, pour l'hebdomadaire Spirou de 1980 à 1981.

## Ouvrages
- Théo Lefèvre, Bruxelles, Pierre de Méyère, 1967
- L'Outre-mer portugais en procès, Bruxelles, Pierre de Méyère, 1973
- Afrique noire, pouvoir blanc, Bruxelles, Pierre de Méyère, 1975
- Vagabondages, Bruxelles, Didier Hatier, 1990
- Tocsin pour la Belgique, Paris, François-Xavier de Guibert, 1999
- Les Lys de Flandre : vie et mort des francophones de Flandre (1302-2002), Paris, François-Xavier de Guibert, 2002
- Chemins d'Orient : les déchirures : Algérie, Liban, Israël, Palestine, Paris, Francois-Xavier De Guibert, 2005  (ISBN 9782868399809)
- La Belgique en sursis, Paris, François-Xavier de Guibert, 2008  (ISBN 978-2755402483)
- La Belgique et ses démons : mythes fondateurs et destructeurs, Wavre/Paris, Mols/François-Xavier de Guibert, 2011  (ISBN 978-2-87402-131-2)
- Ils avaient leurs raisons, 14-18 et 40-45 : la collaboration en Flandre, Mols, coll. « Histoire », 2016  (ISBN 978-2-87402-193-0)
- Congo, mémoires à vif, avec Françoise Germain-Robin, Mols, coll. « Histoire », 2019, 235 p.  (ISBN 978-2-87402-246-3)